# مطار نيرليريت إنات
مطار نيرليريت إنات (بالجرينلاندية: Mittarfik Nerlerit Inaat)(بالدنماركية: Constable Pynt Lufthavn)‏(إياتا: CNP، إيكاو: BGCO) هو مطارمدني محلي يخدم بلدة إتوكورتورميت شرق جرينلاند.

## شركات الطيران والوجهات
| شركـات طيـران   | الوجهات                 |
| --------------- | ----------------------- |
| طيران جرينلاند  | Ittoqqortoormiit        |
| نورلاند للطيران | Akureyri، مطار ريكيافيك |